# Pressath
Pressath è un comune tedesco di 4 601 abitanti, situato nel land della Baviera.